# Ropica basicristata
Ropica basicristata är en skalbaggsart som beskrevs av Stephan von Breuning 1939. Ropica basicristata ingår i släktet Ropica och familjen långhorningar.
Artens utbredningsområde är Myanmar. Inga underarter finns listade i Catalogue of Life.